# Heliothelopsis
Heliothelopsis é um gênero de mariposa pertencente à família Crambidae.